# Торреджани, Альфонсо
Альфонсо Торреджани (итал. Alfonso Torreggiani; 17 ноября 1682, Будрио, Эмилия-Романья — 29 апреля 1764, Болонья) — итальянский архитектор эпохи барокко. Работал главным образом в Болонье (Эмилия-Романья).

## Биография
Альфонсо Торреджани родился в Будрио, близ Болоньи. Ученик Джузеппе Антонио Торри, он стал активно трудиться в городе Болонья над проектированием церквей и частных зданий, а также в качестве консультанта по организации и реконструкции существующих построек: например, церкви Сант-Иньяцио (1726); интерьера церкви Ла-Маддалена (1735); Палаццо Торфанини (тогда собственность принцев Эсте) на Виа Гальера (1735); продолжал строительство Палаццо Альдрованди в 1741 году, западного фасада собора в 1744—1752 годах и главного алтаря в базилике Сан-Доменико.
Торреджани был избран принцепсом (председателем) Академии Клементина и находился под покровительством кардинала Помпео Альдрованди и папы Бенедикта XIV (Ламбертини). Для первого он завершил строительство капеллы в базилике Сан-Петронио. Среди его основных сотрудников в Болонье были художник Витторио Бигари (1692—1776) и скульптор Анджело Пио (1690—1770).
Среди его постоянных заказчиков помимо частных лиц были Болонская курия и Общество Иисуса, для которых он построил Новициат Сант-Иньяцио (ныне Национальная пинакотека), в которую входила церковь Сант-Иньяцио. Кроме того, иезуиты Мантуи доверили Торреджани проект Палаццо дельи Студи (Palazzo degli Studi, 1763). Также в Мантуе с 1756 года он спроектировал новый Палаццо Кавриани, который был построен после краха прежней резиденции древней мантуанской семьи. Он также спроектировал иезуитский колледж в Римини (ныне Городской музей). Церковь иезуитов Сан-Рокко в Парме, построенная между 1737 и 1754 годами, включая оформление интерьера, также была спроектирована Торреджани.
Сын Альфонсо, Винченцо Торреджани, был живописцем архитектурных ведут.

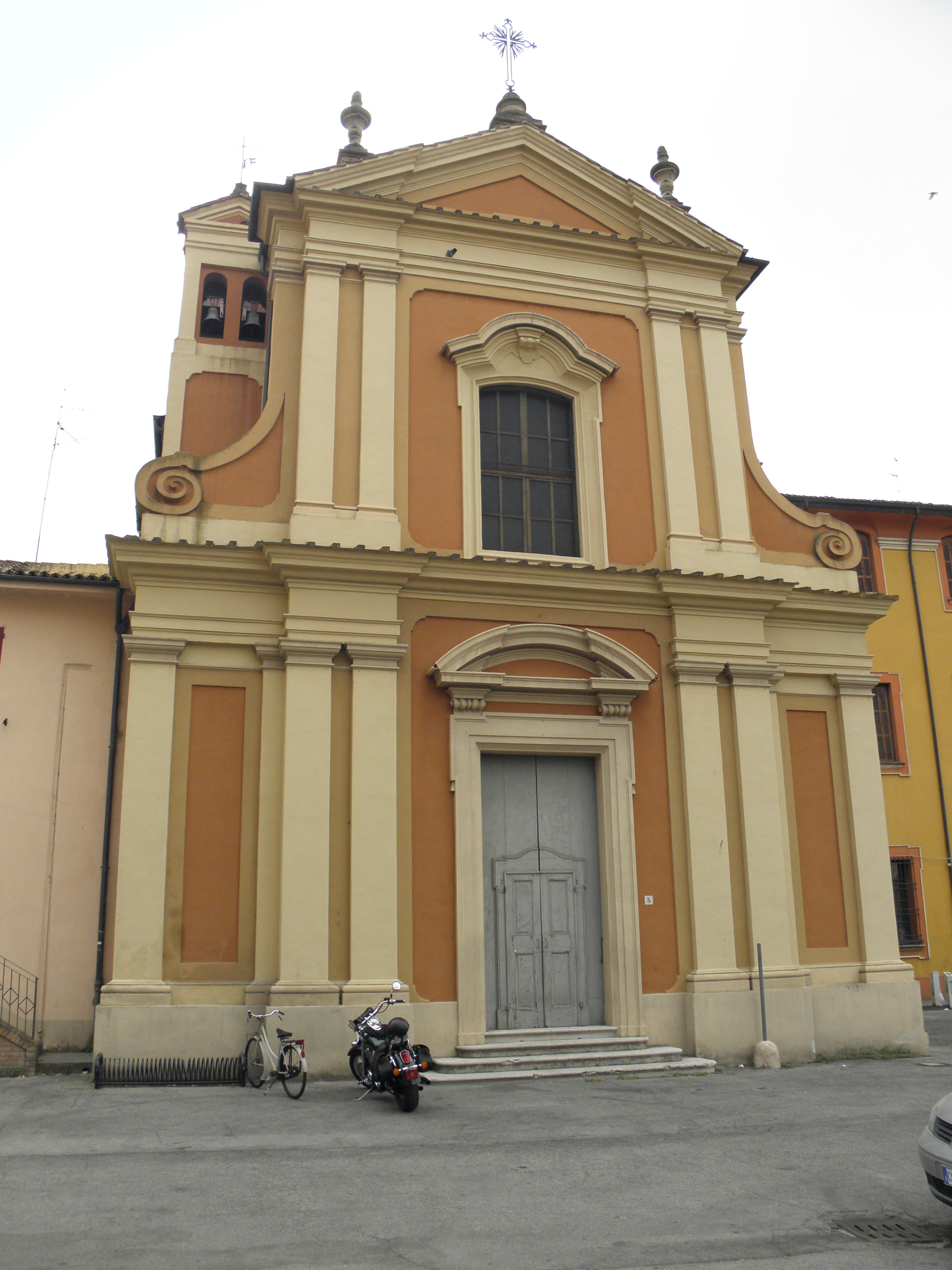
Церковь Святого пояса Девы Марии. Сан-Джованни-ин-Персичето, Болонья
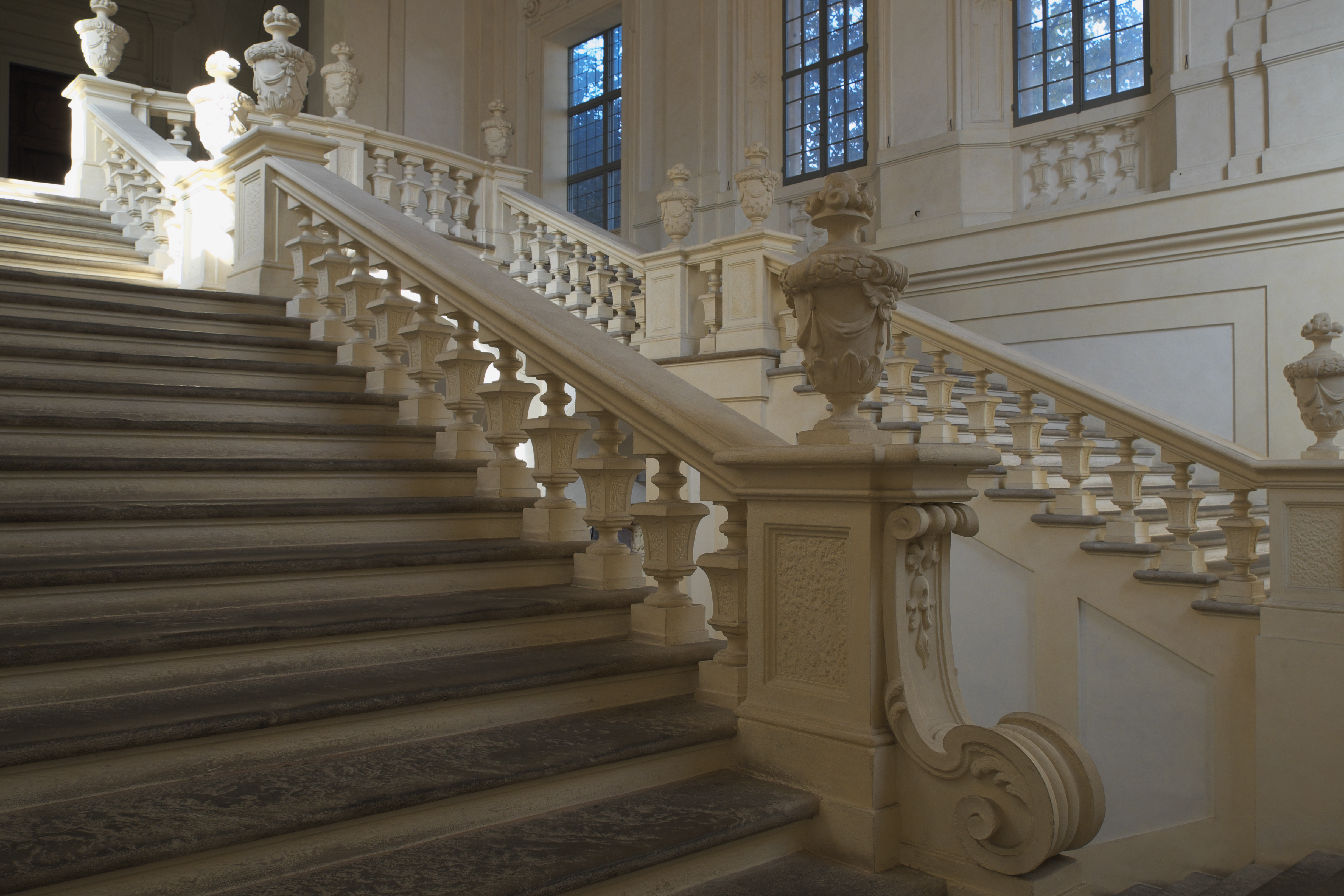
Палаццо Давиа Барджеллини. Лестница. Болонья
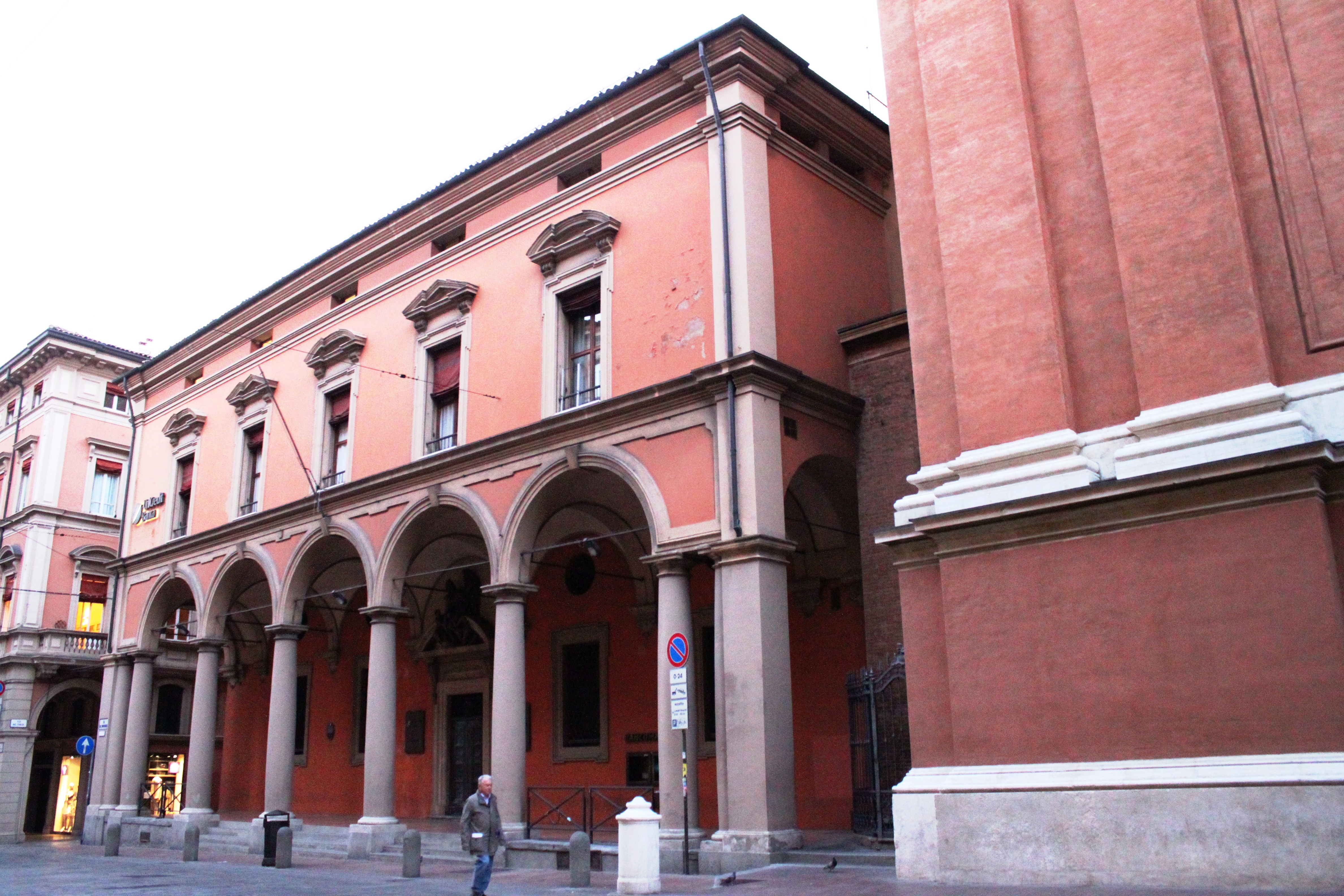
Палаццо дель Монте ди Пьета при соборе Святого Петра. Болонья